# Nina Ponath
Nina Ponath (* 4. April 1988 in Hamburg) ist eine deutsche Autorin.

## Leben
Ponath wuchs in Großhansdorf bei Hamburg auf. Nach dem Abitur studierte sie Französisch und Philosophie in Hamburg und Kiel und veröffentlichte bereits während ihres Studiums im Alter von 23 Jahren ihr erstes Buch Au-Pair. Ein Jahr später folgten ihre Bücher Beziehungspflaster, ein teils autobiografischer Roman, und Wo im Kühlschrank Pilze wachsen, eine Sammlung wahrer WG-Geschichten. In den Darstellungen besonderer Wohngemeinschaften lässt Nina Ponath unter anderem auch Rainer Langhans, Ex-Mitglied der Kommune I, den ehemaligen Big-Brother-Mitbewohner Alex Jolig sowie den ehemaligen Berliner Staatssekretär und Mitbewohner einer politischen WG, Hans Reckers, zu Wort kommen. 2016 folgte Nina Ponaths viertes Buch, Viele Frösche musst du küssen, Tinderella über die Dating-Plattform Tinder. Mit dem Buch war Nina Ponath mit einer Lesung auf der Leipziger Buchmesse.
Sie arbeitet auch als Autorin für Die Zeit, für SPIEGEL online und Die Welt sowie für verschiedene Jugendmagazine.

## Werke
- Viele Frösche musst Du küssen, Tinderella. Eden Books - Ein Verlag der Edel Germany GmbH, 2016, ISBN 978-3-95910-047-2.
- Beziehungspflaster. Schwarzkopf & Schwarzkopf, 2012, ISBN 978-3-86265-135-1.
- Wo im Kühlschrank Pilze wachsen. Schwarzkopf & Schwarzkopf, 2012, ISBN 978-3-86265-169-6.
- Au-pair. Schwarzkopf & Schwarzkopf, 2011, ISBN 978-3-86265-074-3.